# Gustave Raballand
Gustave Raballand, né le 30 octobre 1901 au Perrier (Vendée), est un évêque catholique français, membre des Missions étrangères de Paris (MEP) et vicaire apostolique de Phnom Penh au Cambodge de 1956 à 1962.

## Repères biographiques
Né au Perrier, en Vendée, Gustave André Ferdinand Raballand fut admis au Séminaire des Missions étrangères en 1924. Ordonné prêtre en 1925, il partit pour la mission du Cambodge la même année.
Il commença l'étude de la langue à Moat-Krasar puis fut nommé en 1927 professeur au grand séminaire de Phnom Penh. En 1932, il fut nommé supérieur du petit séminaire de Culao-Gieng (transféré à Phnom Penh après 1945).
Après la mort de Mgr Jean-Baptiste Chabalier, le 11 juin 1955, le Saint Siège décide de découper le Vicariat apostolique de Phnom Penh pour en retirer la partie vietnamienne. Ainsi, le 20 septembre 1955 est créé le Vicariat apostolique de Cần Thơ.
Le 29 février 1956, Mgr Raballand est nommé vicaire apostolique. Il est consacré évêque titulaire d'Eguga (de) le 1er mai de la même année par Charles Lemaire avec comme co-consécrateurs Jean-Baptiste Urrutia et Pierre Martin Ngo Dinh Thuc. Il s'appliquera à développer l'apostolat en milieu cambodgien, alors que la grande majorité des catholiques du Cambodge étaient jusque-là des Vietnamiens.
En 1962 il donna sa démission et se retira à Kompong Som (Sihanouk Ville) jusqu'en 1967.
Il rentra ensuite en France où il fut pendant quelques années aumônier du Carmel de Lourdes. Il mourut à Montbeton (maison de retraite des M.E.P.) en 1973.

## Succession apostolique
Gustave Raballand a ordonné les évêques suivants :
- Évêque Yves Ramousse, M.E.P. (1963)